# BMW F 650 GS
Die F 650 GS, die F 650 GS Dakar und die F 650 CS Scarver bildeten gemeinsam die 2. Generation der einzylindrigen 650er Modellreihe des deutschen Herstellers BMW. Die Bauzeit der 2. Generation erstreckte sich von 2000 bis 2007.
Ab 2008 nutzte BMW die Typen-Bezeichnung „F 650 GS“ nicht mehr für die 3. Generation der 650er Modellreihe (G 650 X) mit dem bis 2007 bei Rotax in Österreich (ab 2008: von Loncin in China) gebauten Einzylinder, sondern für das neue Zweizylinder-Einstiegsmodell mit 800 cm³ Reihenzweizylinder, der wiederum von Rotax gebaut wurde.

## Modelljahr 2000–2007 (Einzylinder)

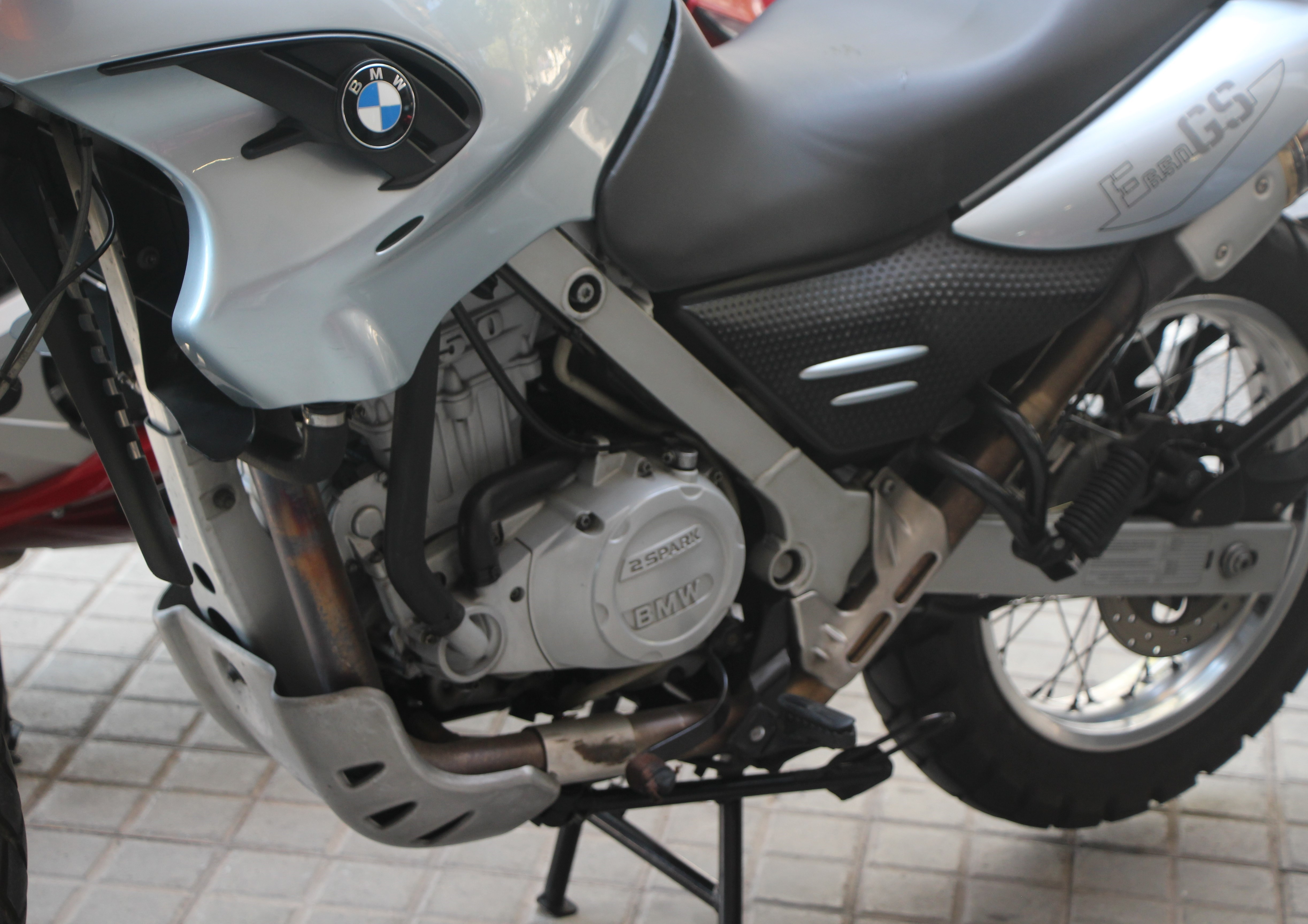
BMW F 650 GS Einzylindermotor

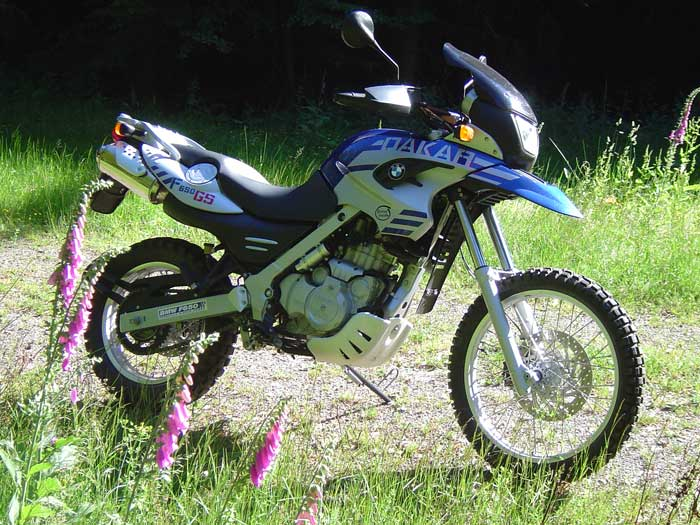
BMW F 650 GS Dakar

Die BMW F 650 GS wurde erstmals im Jahr 2000 vorgestellt. Sie löste die BMW F 650 ab, die gemeinsam mit dem italienischen Unternehmen Aprilia produziert worden war. Die Maschine wurde im BMW-Werk Berlin gefertigt.
Wie beim Vormodell kam der Einzylindermotor vom österreichischen Hersteller BRP-Rotax zum Einsatz, nun aber mit Einspritzung. Er hat eine relativ große Schwungmasse, was ein für Einzylindermotoren niedertouriges Fahren ermöglicht, ohne dass große mechanische Belastungen auftreten. Mit der Doppelzündung des Motors ab Baujahr 2004 ist ein typischer Verbrauch von 3,5 bis 4,5 Litern Normalbenzin auf 100 km möglich.
Die GS ist mit Speichenrädern ausgestattet, vorne mit 19 und hinten mit 17 Zoll.
Zwar ist die Maschine Enduro-typisch mit hoch angebrachten Schutzblechen und einem Motorschutz ausgerüstet, doch fehlen serienmäßige Handprotektoren. Auch ist die Sitzhöhe für eine Enduro relativ niedrig. Die Maschine ist damit für den gemischten Betrieb auf der Straße und in leichtem Gelände (z. B. auf Schotterpisten) ausgelegt, weniger für dauerhaften, harten Geländeeinsatz.
Im Jahre 2000 deckte die Zeitschrift Motorrad auf, dass der Hersteller BMW bei der F 650 GS eine Abschalteinrichtung verwendete, um die Abgasnorm zu umgehen.
Ursprünglich nur als auf 1000 Exemplare limitiertes Sondermodell wegen der |Dakar-Erfolge von Richard Sainct in den Jahren 1999 und 2000 geplant, produzierte BMW wegen der hohen Nachfrage von 2000 bis 2007 erneut eine „Dakar-Version“ parallel zur Standard-GS. Die F 650 GS Dakar entspricht eher einer klassischen Enduro, mit einem 21-Zoll-Rad vorn, längeren Federwegen, grobstolligen Reifen, Kettenführungen im Schwingenbereich, Handprotektoren und einer größeren Sitzhöhe.
Der 3. Ableger innerhalb der 2. Modellgeneration wurde die F 650 CS Scarver. Konsequent auf die Nutzung auf asphaltierten Straßen ausgelegt, wurde sie die Nachfolgerin der F 650 ST Strada der 1. Generation. Mit der CS beschritt BMW seinerzeit einen neuartigen Design-Weg. Wegen der im Vergleich zur GS und GS Dakar jedoch relativ geringen Abverkaufszahlen wurde die CS nur von 2001 bis 2005 gebaut.
Die Ära der 650 cm³ Rotax-Einzylindermotoren fand 2008 bei BMW ein Ende. Die 2007er Modelle der G-Reihe sind damit die letzten BMW-Modelle mit Rotax-Einzylinder. Die Einzylindermotoren der Modelle der Baureihe BMW G 650 wurden ab 2008 bei der Loncin Industries in Chongqing, Volksrepublik China, gefertigt. Als Nachfolger mit Einzylindermotor wird seit 2009 auf Basis der BMW F 650 GS das Motorradmodell BMW G 650 GS im brasilianischen Manaus exklusiv für den lokalen Markt gefertigt. Seit 2011 war dieses Modell auch in Deutschland verfügbar.
Insgesamt wurden 56.485 Maschinen von der F650 GS hergestellt.

### Technische Daten
- Motorbauart: wassergekühlter Einzylinder-Viertakt-Ottomotor, DOHC, 4 Ventile, Doppelzündung (ab Baujahr 2004), G-Kat
- Gemischaufbereitung: elektrische Saugrohreinspritzung
- Verdichtungsverhältnis: 11,5:1
- Hubraum: 652 cm³
- max. Leistung: 37 kW (50 PS) bei 6.500 min−1 / 25 kW (34 PS) bei 5.500 min−1 (Drosselung)
- max. Drehmoment: 60 Nm bei 4.800 min−1 / 51 Nm bei 4.000 min−1 (Drosselung)
- Kraftübertragung: Mehrscheiben-Ölbadkupplung, 5-Gang-Getriebe, Endlos-O-Ringkette mit Ruckdämpfer in Hinterradnabe
- Fahrgestell: Brückenrohrrahmen aus Stahlprofilen mit angeschraubtem Heckrahmen
- Federung/Dämpfung vorn: Teleskopgabel, Standrohrdurchmesser 41 mm, Gabelstabilisator
- Federweg vorn: 170 mm (F 650 GS), 210 mm (F 650 GS Dakar)
- Federung/Dämpfung hinten: 2-Arm-Kastenschwinge aus Stahlprofilen, Zentralfederbein über Hebelsystem angesteuert, Federvorspannung mittels Handrad hydraulisch stufenlos einstellbar, Zugstufendämpfung einstellbar
- Federweg hinten: 165 mm (F 650 GS), 210 mm (F 650 GS Dakar)
- Bremsen: vorn/hinten 300 mm/240 mm-Einscheibenbremsen, auf Wunsch abschaltbares ABS (Sonderausstattung)
- Tankinhalt: 17,3 l (davon Reserve: 4 l)
- Trockengewicht: 175 kg (F 650 GS), 177 kg (F 650 GS Dakar)
- Leergewicht: 193 kg (F 650 GS), 192 kg (F 650 GS Dakar)
- Höchstgeschwindigkeit: 166 km/h, ab 2004 170 km/h
- Batterie: 12 V / 12 Ah

## Modelljahr 2008–2012 (Zweizylinder)
Ab 2008 nutzte BMW das seit der Einführung der 1. Generation aufgebaute Image der Modellbezeichnung F 650 für das günstigste Einstiegsmodell der BMW Motorräder für die Markteinführung eines neuen Einstiegsmodells mit einem Reihenzweizylinder, der trotz der Bezeichnung „650“ tatsächlich aber 800 cm³ Hubraum hat. Die neue BMW F 650 GS wurde mit dem Rotax-Parallel-Twin-Zweizylinder ausgerüstet, der seit 2006 in ähnlicher Form in der BMW F 800 S und ST und ab 2008 auch in der neuen Enduro BMW F 800 GS verwendet wurde. Sowohl die F 650 GS als auch die F 800 GS haben den gleichen Motor mit 800 cm³. Mit dem letztgenannten Modell gibt es viele Gemeinsamkeiten, jedoch wurde bei der F 650 GS die Leistung gedrosselt.

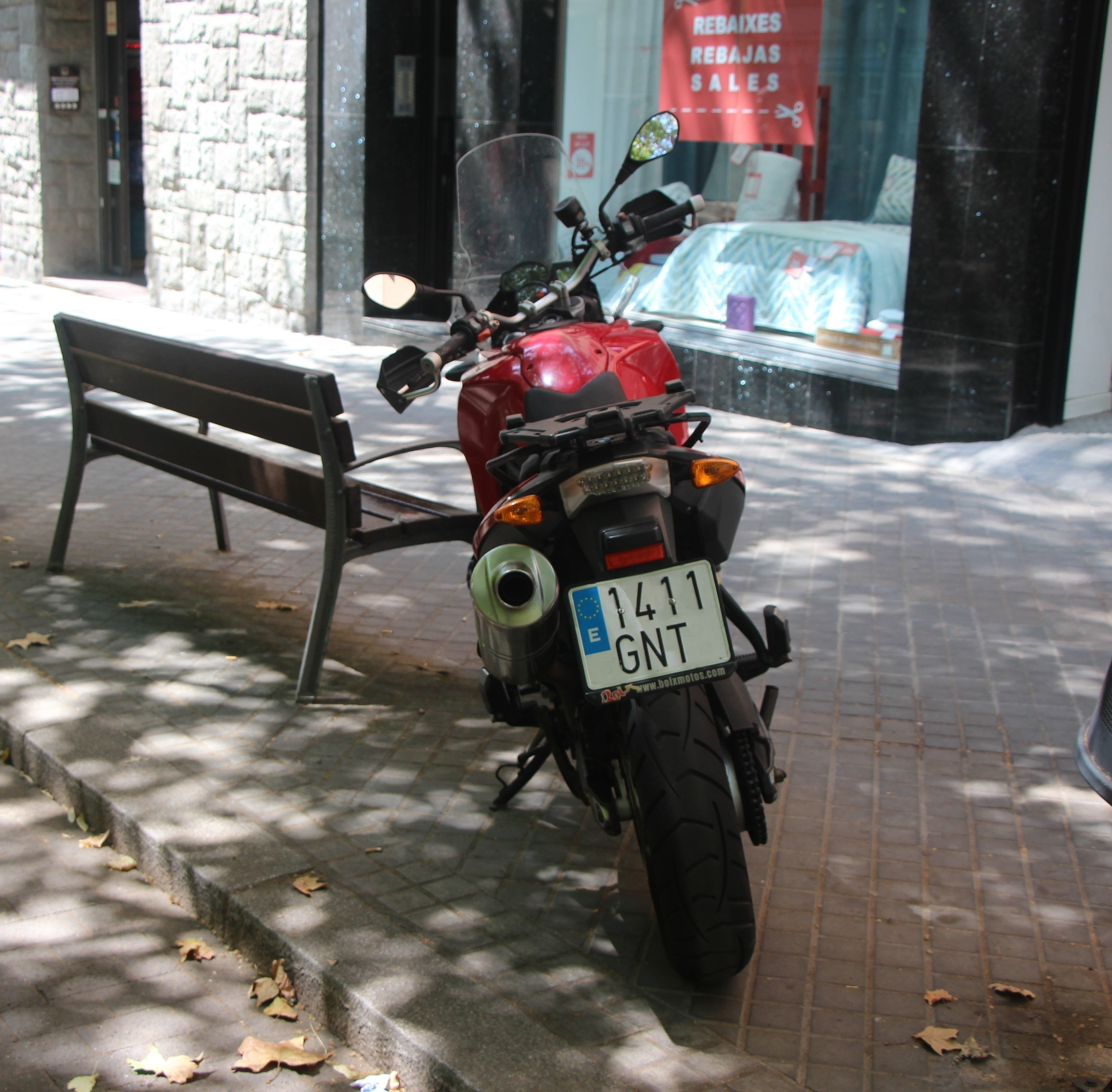
Heckansicht

Der geringe Preisunterschied zwischen der F 650 GS und F 800 GS ließ die meisten Kunden zum leistungsstärkeren Modell greifen. Daher endete die Produktion der zweizylindrigen F 650 GS bereits 2012. Seitdem nutzt BMW die Modellbezeichnung nicht mehr.

## Neuzulassungen in Deutschland
| Jahr | Neuzulassungen |
| ---- | -------------- |
| 2011 | 1.251          |
| 2010 | 1.471          |
| 2009 | 1.450          |
| 2008 | 2.281          |

## Militärische Nutzung
Die Schweizer Armee hat das Modell BMW F 650 GS Military 2001 als Nachfolger des ausgemusterten Militärmotorrades Condor A350 eingeführt. Die Dänischen Streitkräfte haben in 2001 für die BMW F 650 GS als Nachfolger für die BMW R 65 GS entschieden. Die dänische Militärpolizei wurde in 2017 mit dem Modell BMW R 850 RT ausgestattet.